# Atractus boulengerii
Atractus boulengerii — вид змій родини полозових (Colubridae). Ендемік Колумбії. Вид названий на честь британсько-бельгійського зоолога Джорджа Альберта Буленджера.

## Поширення і екологія
Atractus boulengerii відомі з типової місцевості, розташованої в нижній течії річки Анчікая, в департаменті Вальє-дель-Каука. Вони живуть у вологих рівнинних тропічних лісах.